# Ungernia
Ungernia es un género  de plantas herbáceas, perennes y bulbosas perteneciente a la familia Amaryllidaceae. Comprende nueve especies.
Es originaria del centro de Asia hasta el norte de Irán.

## Taxonomía
El género fue descrito por Alexander von Bunge y publicado en Bull. Soc. Imp. Naturalistes Moscou 49(2): 271. 1875. La especie tipo es: Ungernia trisphera

## Especies aceptadas
A continuación se brinda un listado de las especies del género Ungernia aceptadas hasta junio de 2015, ordenadas alfabéticamente. Para cada una se indica el nombre binomial seguido del autor, abreviado según las convenciones y usos.	
- Ungernia badghysi Botsch. - Turkmenistán
- Ungernia ferganica Vved. ex Artjush. - Kirguistán
- Ungernia flava Boiss. & Hausskn. - Irán
- Ungernia oligostroma Popov & Vved. - Uzbekistán, Kirguistán, Tayikistán
- Ungernia sewerzowii (Regel) B.Fedtsch. - Kazajistán, Uzbekistán, Kirguistán
- Ungernia spiralis Proskor. - Turkmenistán
- Ungernia tadschicorum Vved. ex Artjushenko - Tayikistán
- Ungernia trisphaera Bunge - Irán, Afganistán, Turkmenistán
- Ungernia victoris Vved. ex Artjush. - Kirguistán, Tayikistán
- Ungernia vvedenskyi Khamidch. - Kazajistán